# 冠军足球经理2011
《冠军足球经理2011》是由Beautiful Game Studios开发，Eidos Interactive发行的足球经理模拟游戏。游戏是冠军足球经理系列作品之一，于2010年10月14日针对iOS发布 。